# Klaviatur

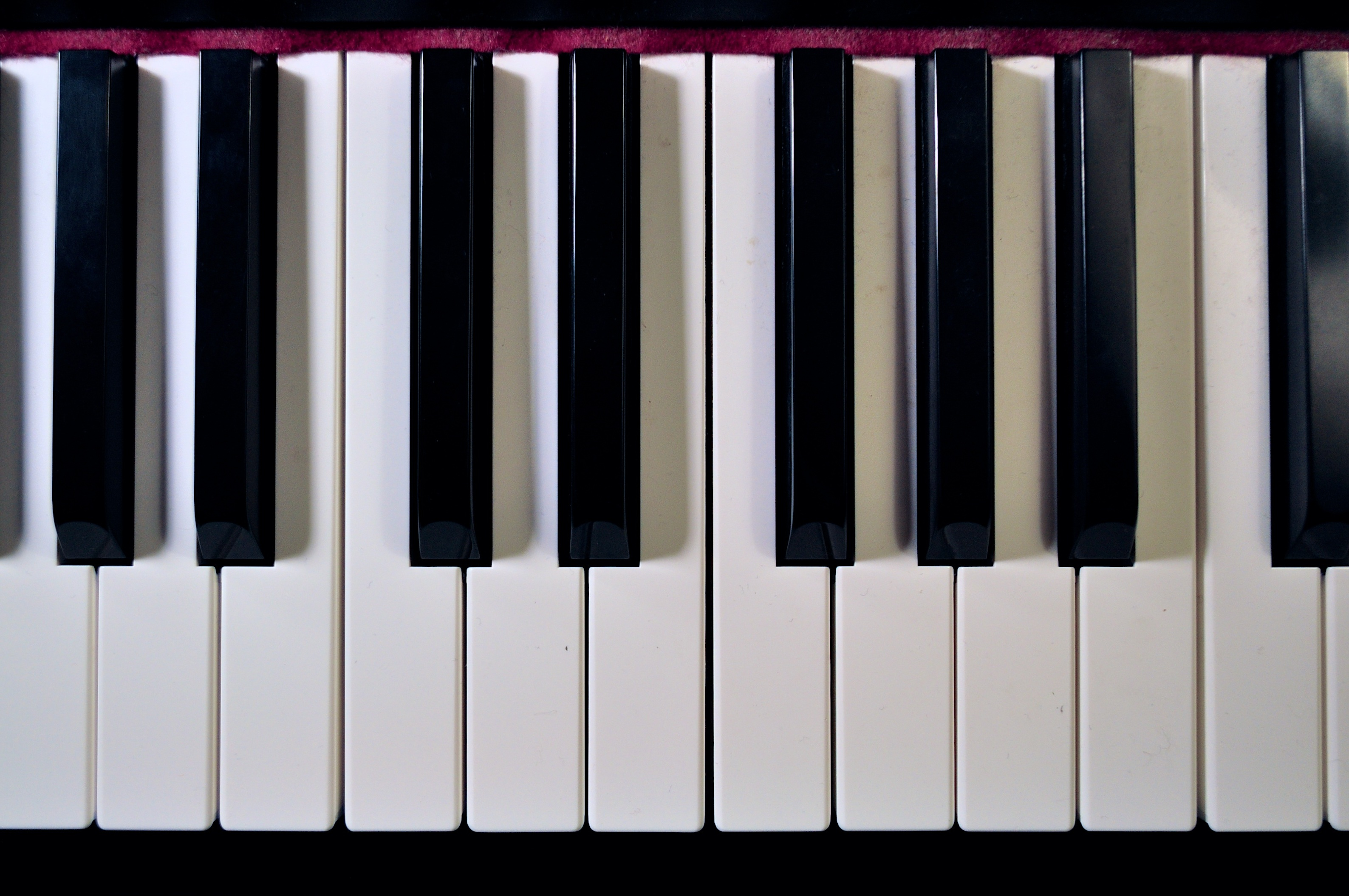
Klaviatur eines modernen Klaviers

Eine Klaviatur [kʰlavi̯aˈtʰuːɐ̯] (von lateinisch clavis ‚Schlüssel‘, im übertragenen Sinne ‚Taste‘; französisch clavier, italienisch tastiera, älter auch tastatura; spanisch teclado ‚Tastatur‘, tecla, deutsch ‚Taste‘, englisch keyboard), auch Tastatur bezeichnet eine Reihe von Tasten, die eine Mechanik, Traktur oder Elektronik zum Zwecke der Tonerzeugung oder Tonhöhensteuerung in Tätigkeit versetzt. Sie sind Bestandteil aller Tasteninstrumente wie Klavier, Orgel, Celesta, Akkordeon, Drehleier, Schlüsselfidel u. v. a.
Bei Instrumenten mit mehreren Klaviaturen (Orgel, Cembalo) spricht man auch von Manualen (von lat. manus „Hand“), wenn die betreffenden Klaviaturen mit den Händen zu spielen sind, und vom Pedal (v. lat. pes „Fuß“), wenn die Klaviatur mit den Füßen gespielt wird. Instrumente mit mehreren Pedalklaviaturen sind sehr selten.
Dieser Artikel behandelt in erster Linie Klaviaturen für die Hände.

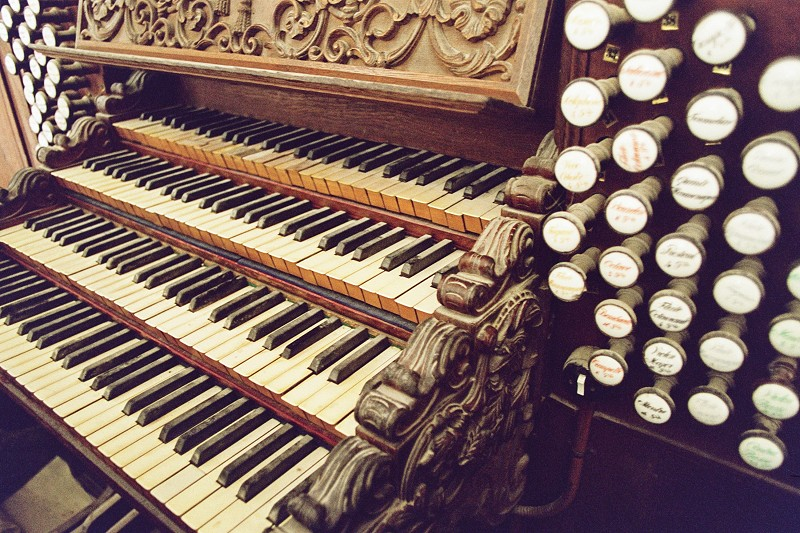
Spieltisch einer Orgel mit vier Manualen
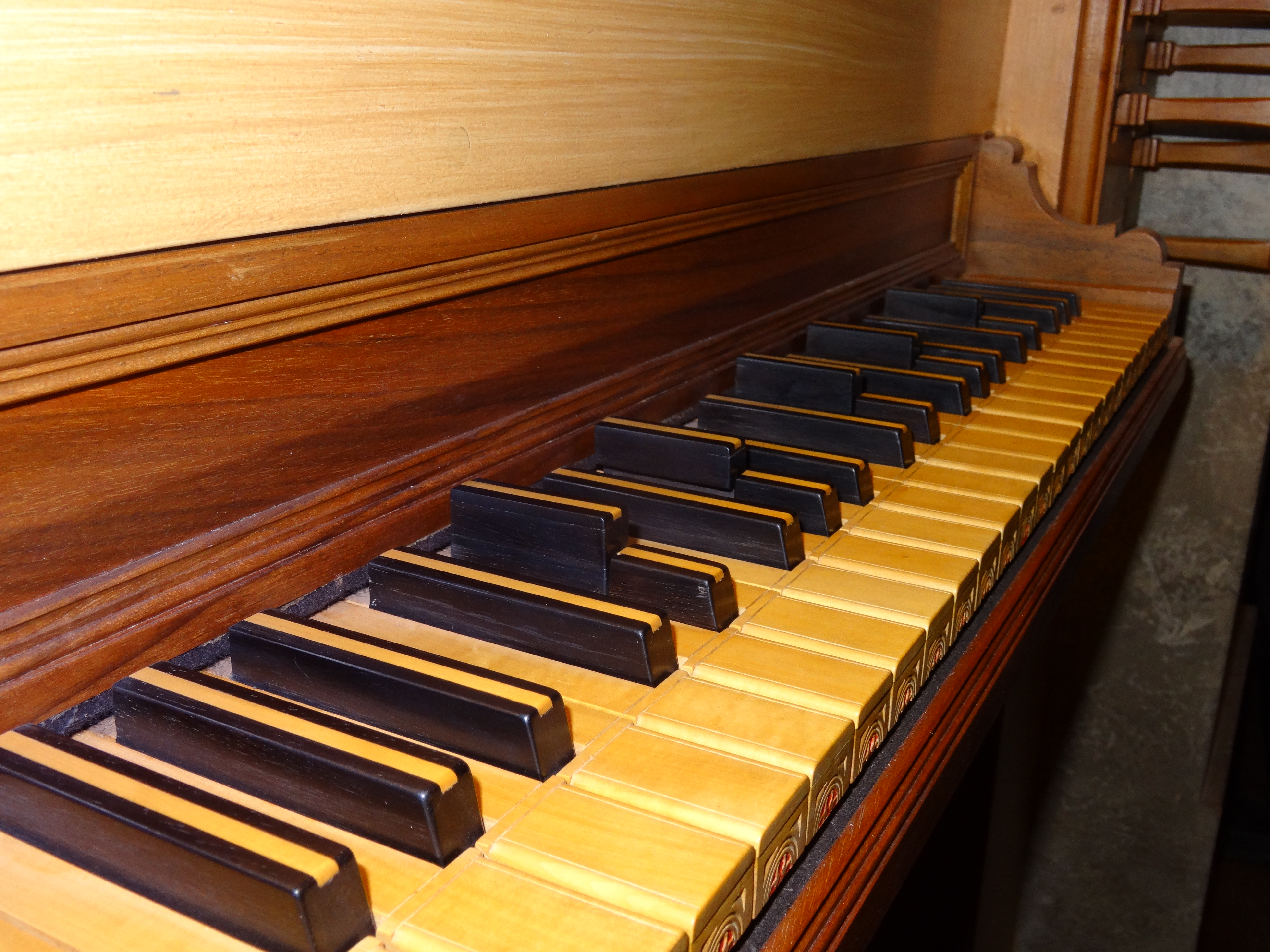
Klaviatur mit Subsemitonien, Renaissance-Orgel
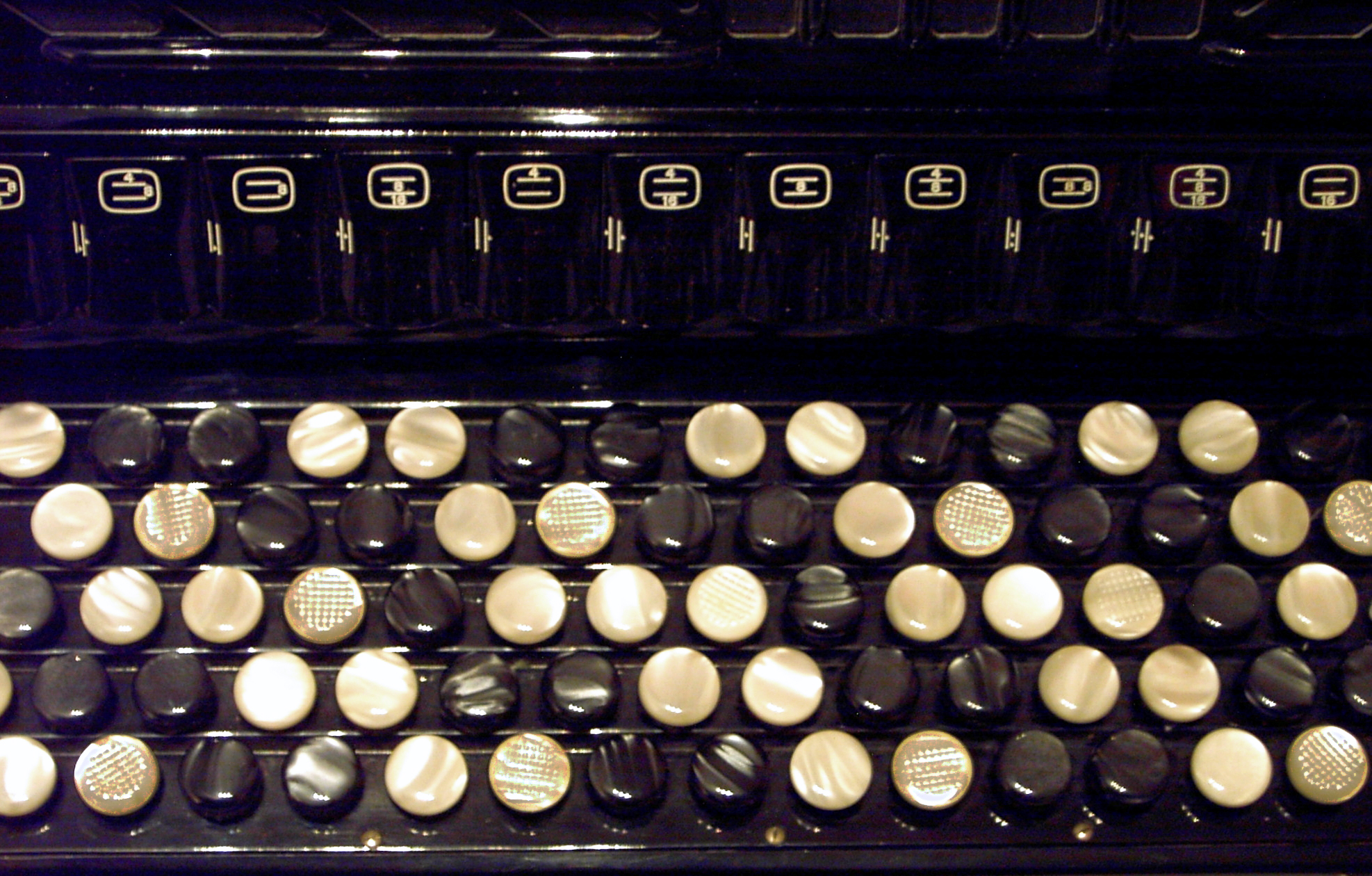
Klaviatur eines Knopfakkordeons
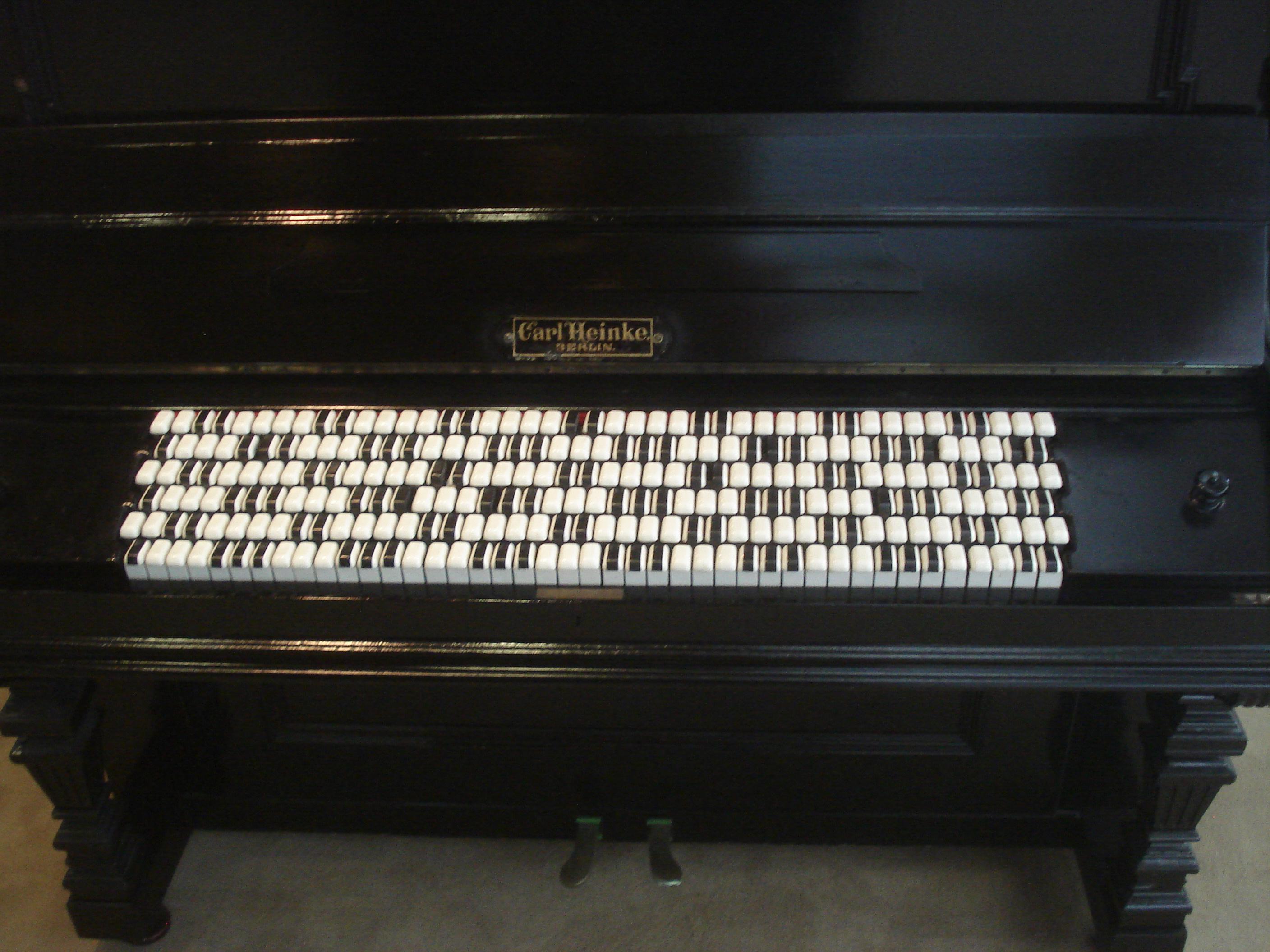
Jankó-Klaviatur
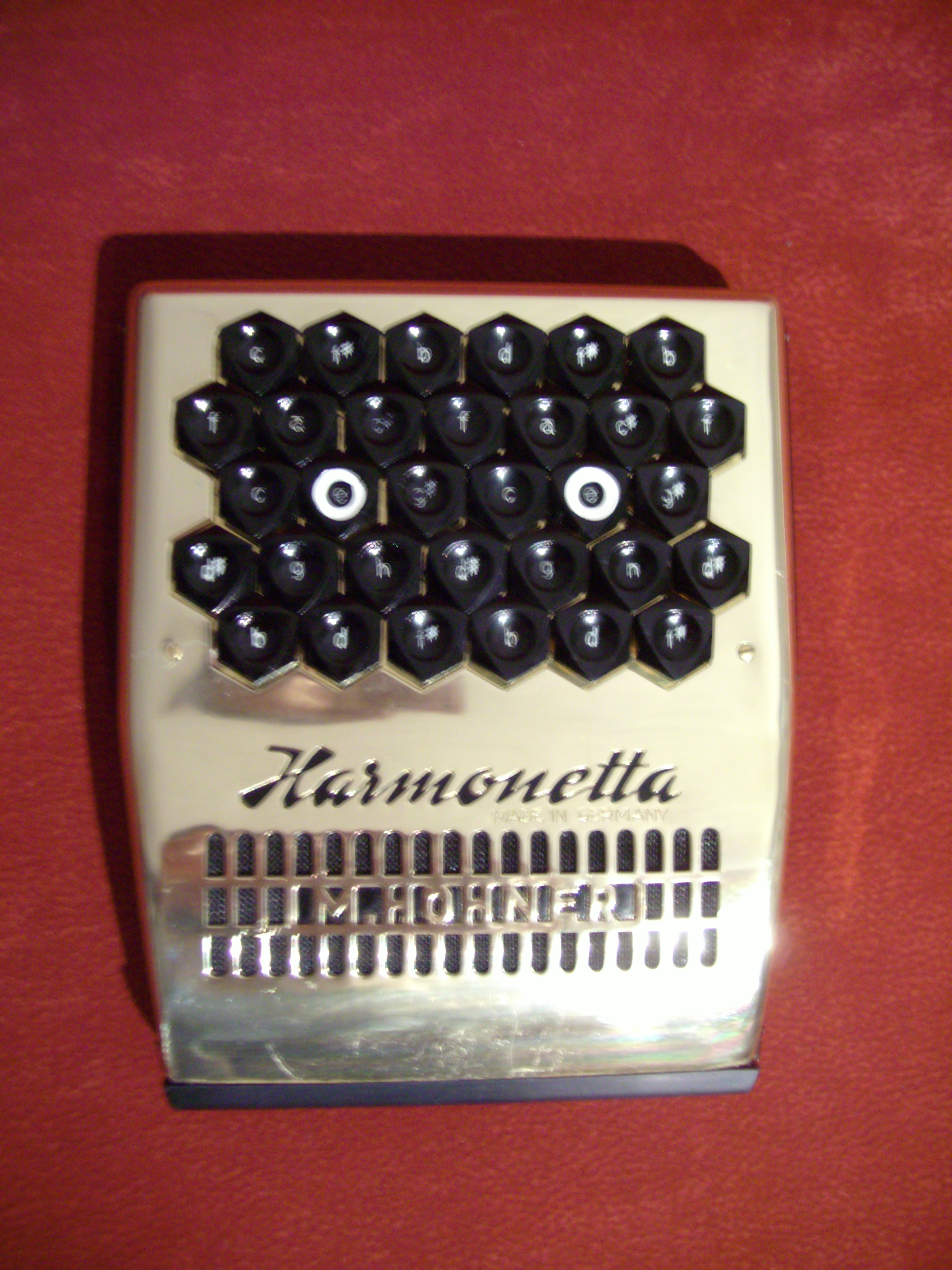
Klaviatur einer Harmonetta

Die englische Bezeichnung für Klaviatur und Tastatur, Keyboard (von englisch key ‚Schlüssel‘, ‚Taste‘), wird im Deutschen für eine Gruppe von elektronischen Tasteninstrumenten verwendet.

## Entwicklung der Klaviaturen mit 12 Tasten pro Oktave

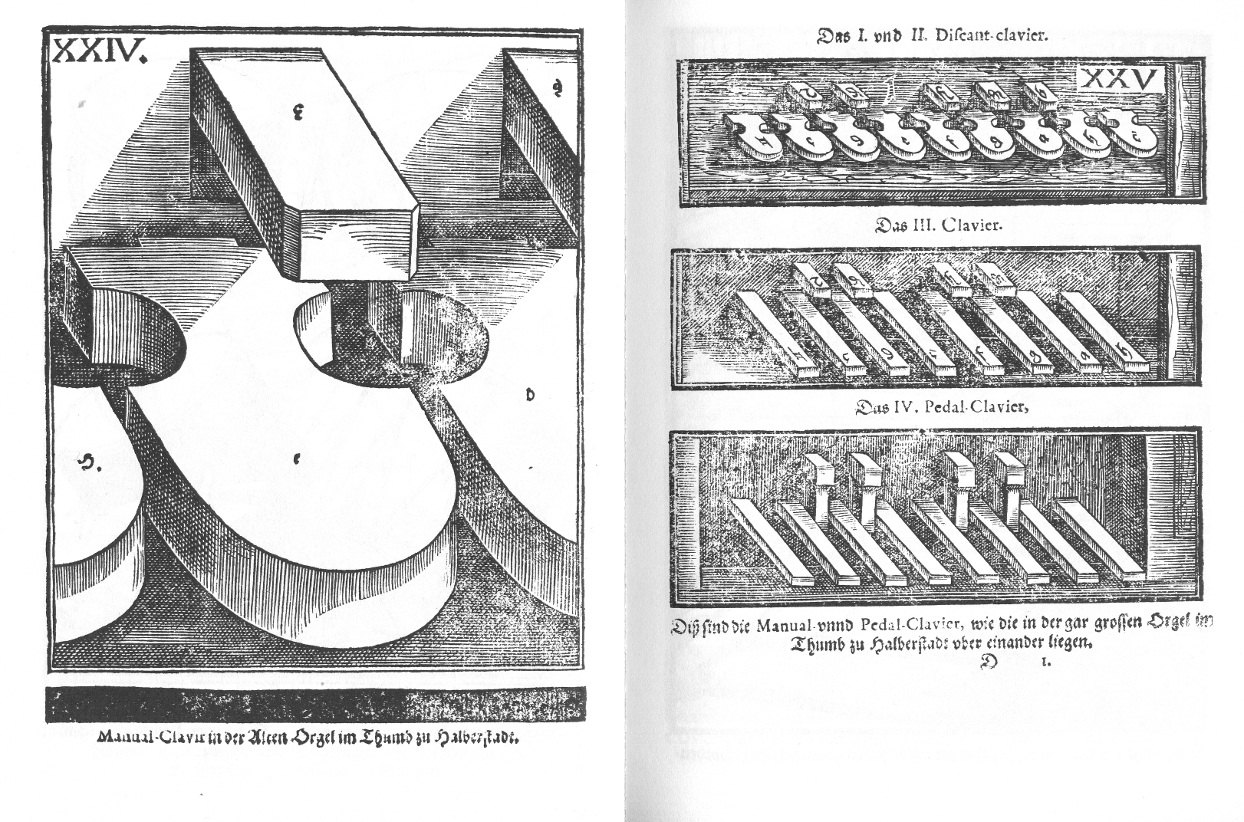
Klaviaturen der Orgel in Halberstadt Abb. bei Praetorius (1620) – die Untertasten im Diskantklavier sind etwa 6 cm breit. Abgebildet sind Klaviaturen mit zwei Tastenreihen, rechts unten zwei Klaviaturen mit acht und vier Tasten sowie rechts oben die früheste bekannte Klaviatur mit sieben und fünf Tasten.

Heutige Tasteninstrumente haben meist zwei Reihen von Tasten, die mit dem Begriffspaar Untertasten (meist vorne) und Obertasten (meist weiter vom Spieler entfernt, höher als die Untertasten und in anderer Farbe) unterschieden werden.
Diese neuzeitlichen Klaviaturen entwickelten sich nach und nach aus einer einreihigen Tastatur, wie sie bereits für die Hydraulis des Ktesibios angenommen wird, meist mit sieben Tasten und damit Tönen pro Oktave. Diese sieben Töne entsprechen einer bestimmten diatonischen Tonleiter. Um entsprechende diatonische Tonleitern auch bei anderen Grundtönen beginnen zu können, wurden nach und nach zusätzliche Tasten ergänzt, die in der Folge eine zweite Tastenreihe bildeten. Zwei Beispiele früher zweireihiger Klaviaturen zeigen die Abbildungen von Praetorius der Klaviaturen der Orgel des Domes zu Halberstadt von Nicholas Faber, 1361, erweitert 1495.

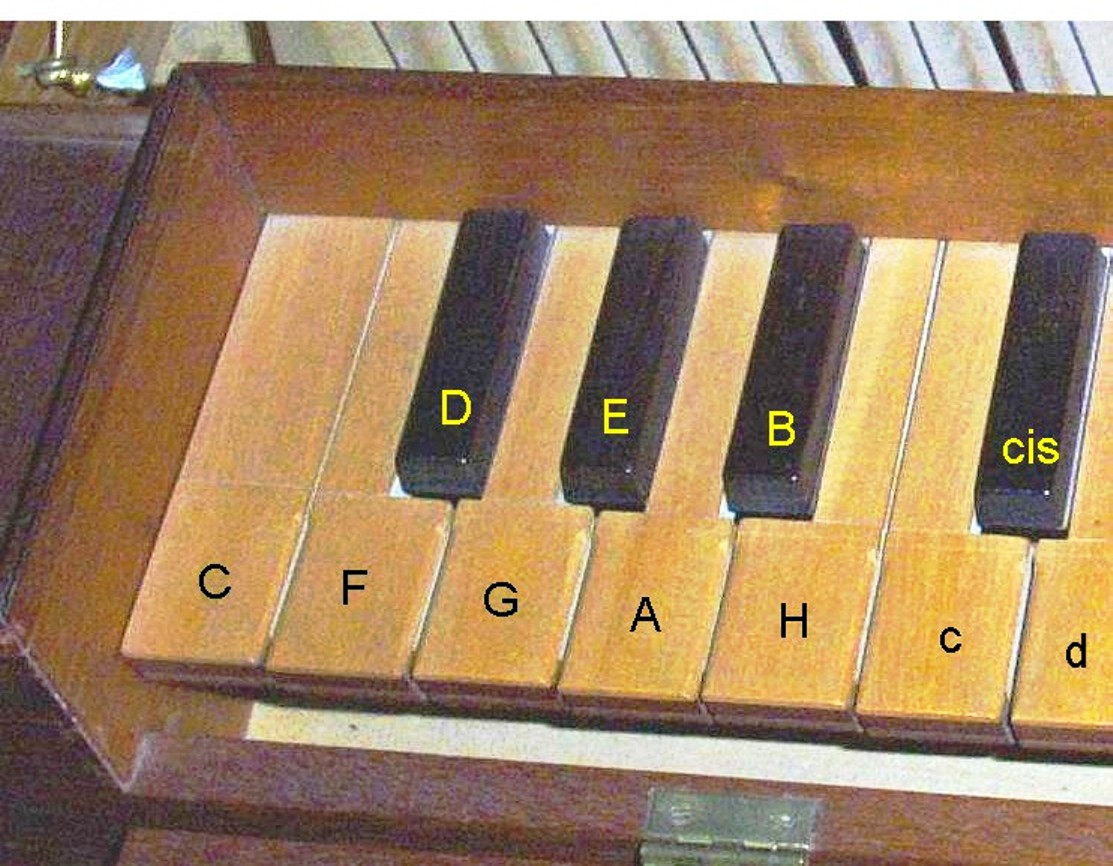
Clavichord mit kurzer Oktave, beschriftet

Noch bis ins neunzehnte Jahrhundert wurde in der Regel bei allen Tasteninstrumenten die tiefste (d. h. die große) Oktave nicht vollständig mit Halbtönen versehen. Man baute stattdessen fast immer Instrumente mit sogenannter kurzer Oktave (C, F, D, G, E, A, B, H) oder gebrochener Oktave (zusätzlich mit Fis und Gis; vereinzelt finden sich auch Varianten der kurzen Oktave ab G1). Noch bis Mitte des 18. Jahrhunderts wurde meistens das große Cis weggelassen.
(→ Kurze Oktave)
Eine im Vergleich zum gängigen „7-2-3-System“ (7 weiße und 5 schwarze Tasten) symmetrische Anordnung der „6-6-Klaviatur“ (mit 6 weißen und 6 schwarzen Tasten) wurde von Howe und Wood in den USA umgesetzt, geht aber auf den deutschen Erfinder Otto Quanz zurück.

## Klaviaturen mit mehr als 12 Tönen pro Oktave

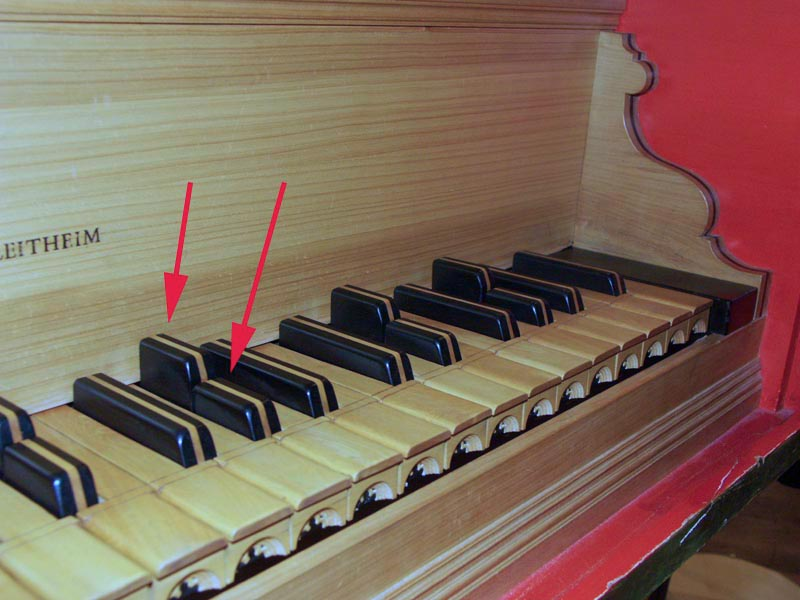
Cembalo mit „gebrochenen“ Obertasten

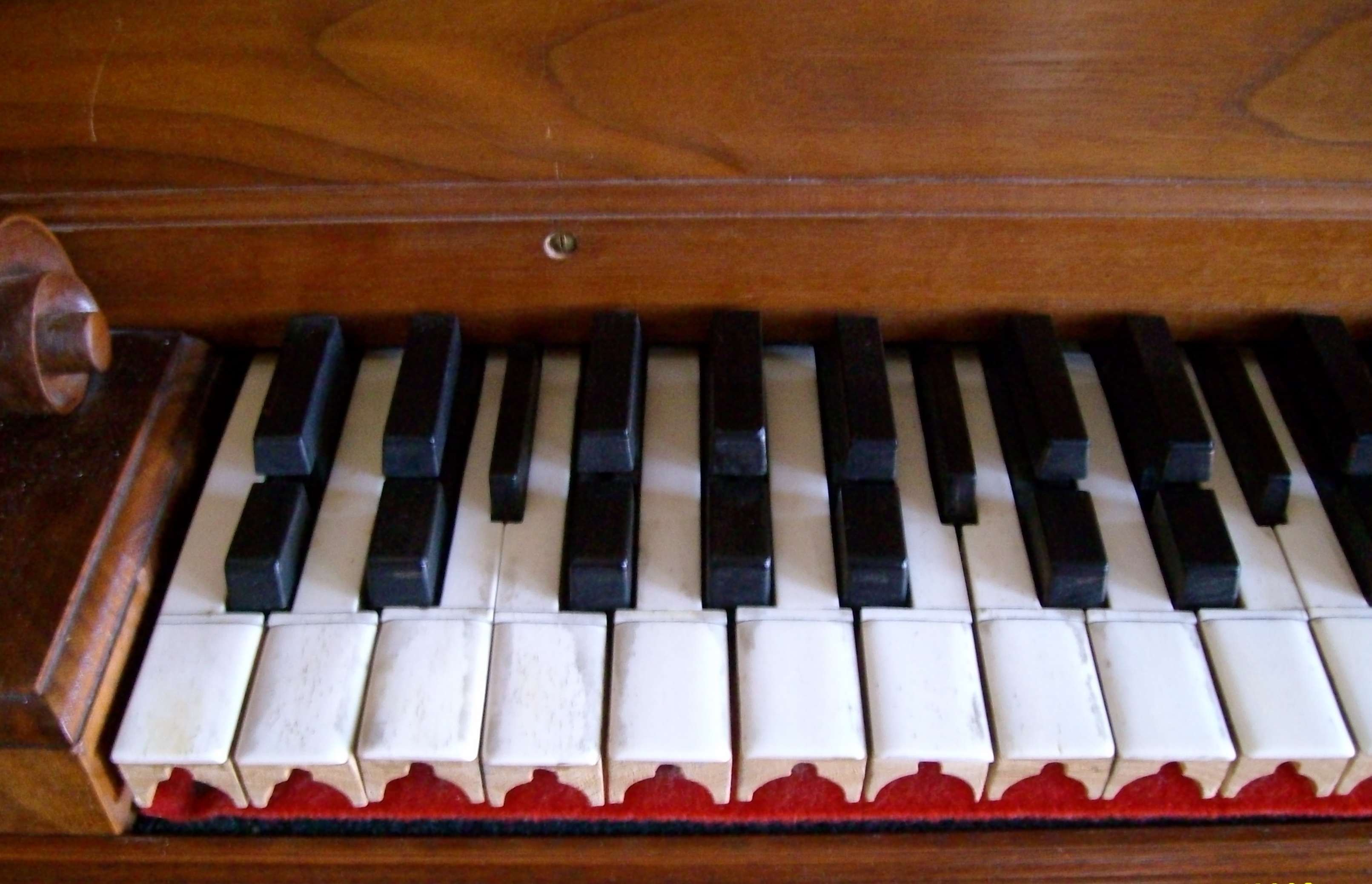
Cembalo universale mit 19 Tönen pro Oktave

### Klaviaturen mit mehr als einem Ton pro Taste
Indem die eigentlich gleichtönigen Zungen des Akkordeons so umgestimmt werden, dass sie wechseltönig im Vierteltonabstand gestimmt sind, werden mit 12 Tasten 24 Töne je Oktave spielbar. Derartige Akkordeons werden von zeitgenössischen Komponisten ernster Musik wie Veli Kujala eingesetzt, aber auch in Ägypten in der traditionellen Musik. Einer der wichtigsten Vertreter der Tradition in Ägypten ist der Akkordeonist Sheikh Taha.
Eine weitere Lösung mit mehr als einem Ton pro Taste nutzt die sogenannte „Enharmonische Pfeifenorgel“ der Orgelbaufirma Schumacher, derzeit als Dauerleihgabe im Prayner-Konservatorium in Wien. Sie besitzt eine Automatik, die die Akkorde nach Tastenbildern erkennt und Pfeifen entsprechend einer bestimmten vorgegebenen harmonischen Analyse ansteuert.

## Klaviaturen mit mehr als 12 Tasten pro Oktave

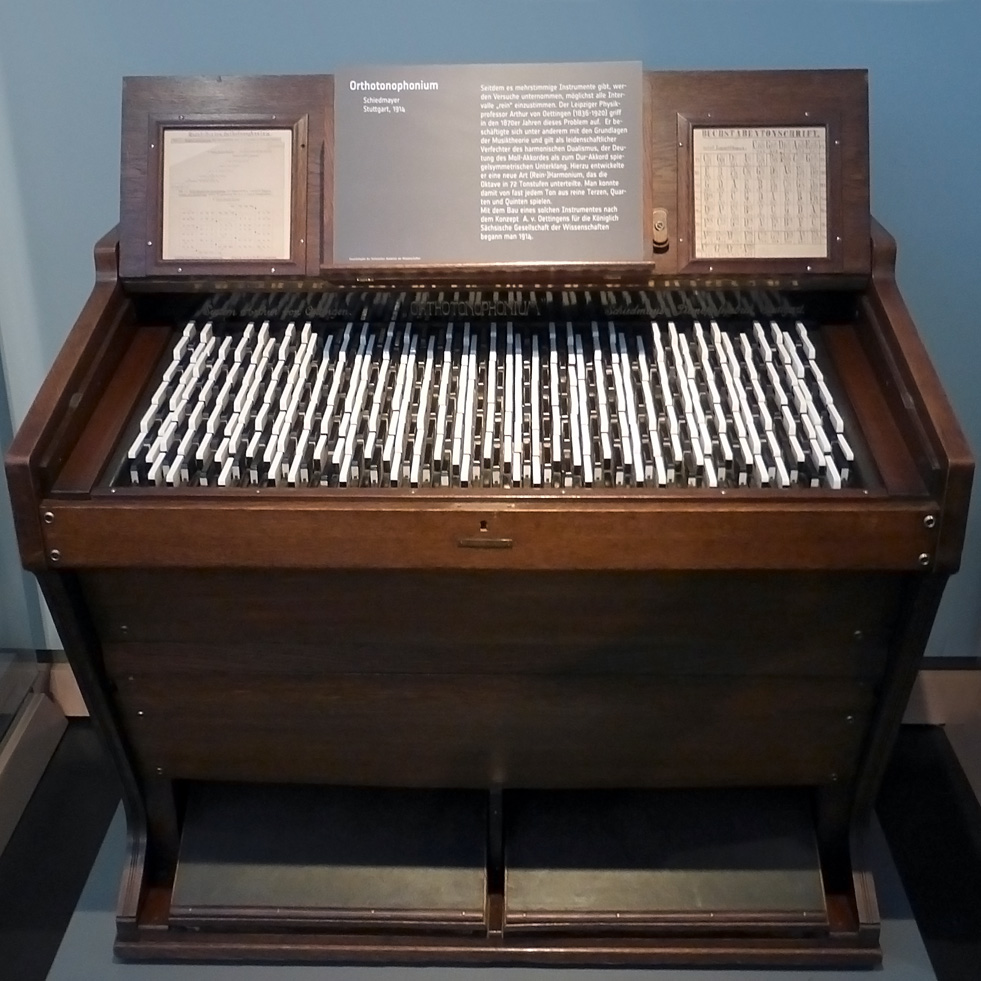
Orthotonophonium von 1914 im Museum für Musikinstrumente der Universität Leipzig

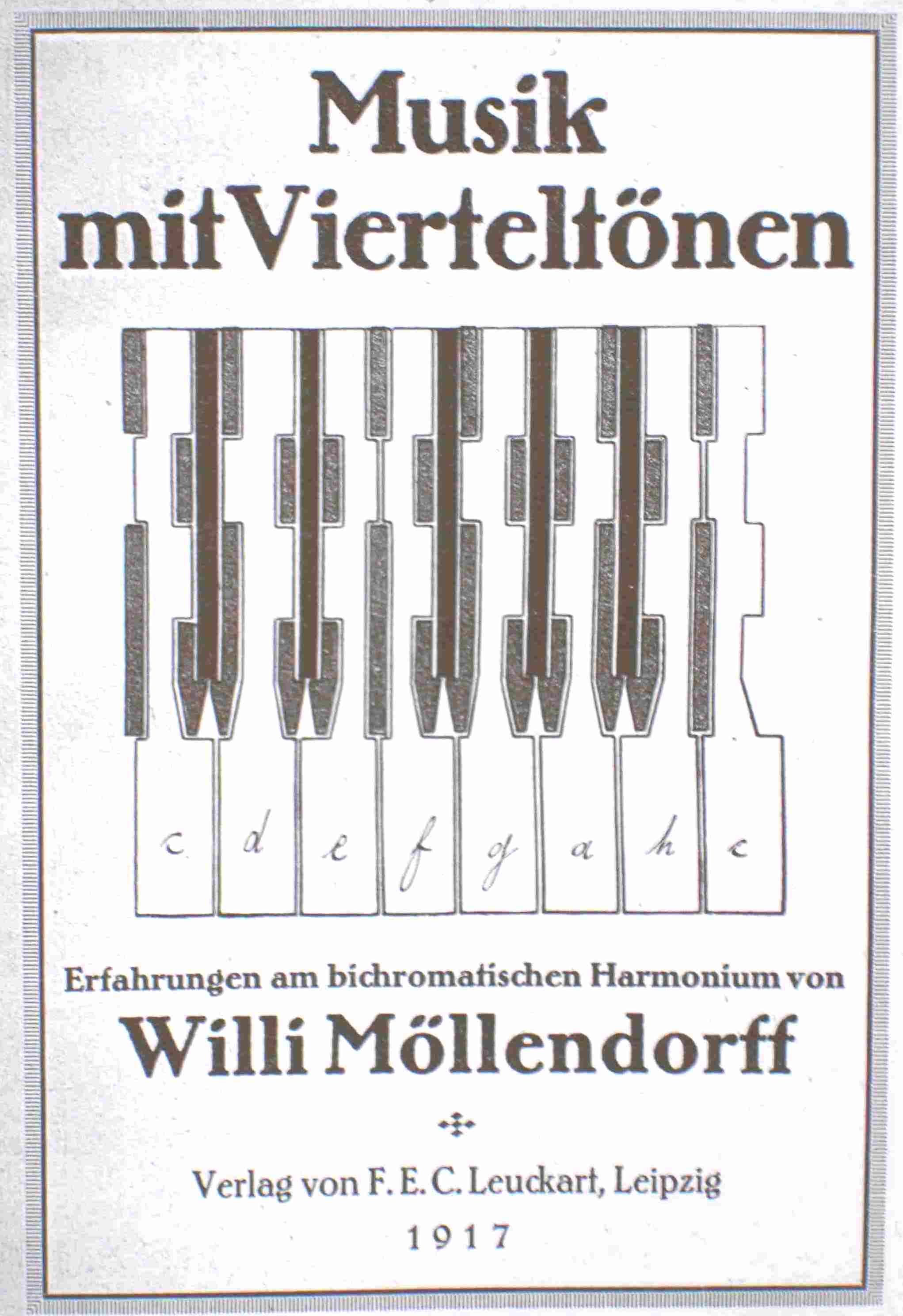
Viertelton-Klaviatur nach W. Möllendorff

Um die intonatorischen Probleme des Musizierens über wechselnden Grundtönen zu verringern oder um Tonsysteme mit Mikrointervallen nutzen zu können, wurden Klaviaturen über die heute gebräuchlichen zwölf Tasten pro Oktave hinaus erweitert.
Bei einigen Lösungen werden die zusätzlichen Tasten durch Teilen der Obertasten „gewonnen“. Bei ihnen wird der Begriff gebrochen für Obertasten verwendet, die mehrfach ausgeführt sind, um die enharmonische Verwechslung zu vermeiden. Sind Doppeltasten vorhanden (meist für Dis/Es und Gis/As), handelt es sich um ein Subsemitonium (= „Unter-Halbton“ im Sinne von Unterteilung). Dadurch wird erreicht, dass man bei mitteltöniger Stimmung auch in Tonarten mit mehreren Vorzeichen spielen kann, ohne dass sich die Quinten „reiben“ (Wolfsquinte Gis–Es).
Nach der Beschreibung von Michael Praetorius (1619) sind auf dem „Cembalo universale“ oder „Cimbalo cromatico“ neben den fünf geteilten Obertasten auch noch Eis und His vorhanden, sodass eine Oktave über 19 Töne verfügt: C, Cis/Des (geteilte Taste), D, Dis/Es (geteilte Taste), E, Eis, F, Fis/Ges (geteilte Taste), G, Gis/As (geteilte Taste), A, Ais/B (geteilte Taste), H, His.
Mit gebrochenen Obertasten war auch das 1555 von dem italienischen Musiktheoretiker und Komponisten Nicola Vicentino erfundene Archicembalo ausgestattet. Es hatte insgesamt 36 Tasten pro Oktave, die auf zwei Manuale verteilt waren.
Die Klaviatur des Orthotonophoniums verfügt über 72 Tasten je Oktave mit ihnen zugeordneten 72 Tonstufen. So können in allen diatonischen Tonarten Intervalle, Akkorde und auch Modulationen in reiner Stimmung gespielt werden.
Eine Klaviatur für Vierteltonmusik mit 24 Tasten pro Oktave wurde Anfang des 20. Jahrhunderts von Willi Möllendorff entwickelt und an einem Harmonium vorgeführt.

## Bauformen der Klaviaturen
Klaviaturen unterliegen einem starken Standardisierungs-Druck, da Musiker mit einem einmal erlernten Bewegungsmuster auf möglichst vielen Instrumenten spielen können möchten. Dadurch konnte und kann die bei heutigen Klavieren übliche Klaviaturform eine beherrschende Stellung behaupten, obwohl es zumindest in Teilbereichen andere, bautechnisch, musikalisch und ergonomisch sinnvollere Klaviaturen gibt. So rücken durch die Anordnung der zwölf Tasten einer Klaviatur in Reihen zu zwei mal sechs Tasten die Oktaven deutlich zusammen, weite Intervalle werden leichter spielbar.

### Die üblichen Klaviaturen neuzeitlicher Klaviere

Schematische Darstellung eines Oktavausschnitts einer Standardtastatur

Die üblichen Klaviaturen neuzeitlicher Klaviere haben 12 längsrechteckige Tasten pro Oktave, so angeordnet, dass die sieben Stammtöne eine untere, vordere Reihe (Untertasten) und die fünf ergänzenden chromatischen Töne eine obere, hintere Reihe (Obertasten) bilden.

#### Stichmaß
Das Stichmaß dient als Anhaltspunkt beim Vergleich von Klaviaturgrößen und Tastenbreiten und umfasst drei Oktaven (21 Untertasten) im Mittelbereich der Klaviatur, wird also üblicherweise von linker Kante der Untertaste C bis zur rechten Kante der Untertaste h1 plus ein Untertastenspatium gemessen. Bei historischen Tasteninstrumenten liegt dieser Wert meist bei 47,5±0,5 cm. Die Maße heutzutage gefertigter Klaviaturen für Pianos und Flügel richten sich meist nach DIN 8995. Diese schreibt für sieben volle Oktaven (50 Untertasten) eine Breite von 118,0±0,4 cm vor, was umgerechnet einem Stichmaß von 49,56±0,168 cm entspricht.

#### Tonumfang der Klaviaturen

Die Noten auf der Klaviatur

Der Tonumfang der Klaviaturen erhöhte sich bis zum Ende des 19. Jahrhunderts zunächst kontinuierlich. In der jüngeren Gegenwart gibt es bei Spezialanwendungen wieder Instrumente mit geringerem Tonumfang der Klaviaturen.
Historische Entwicklung:
- In der Renaissance und im Frühbarock waren Klaviaturen mit 49 Tasten (4 Oktaven) und weniger üblich.
- Um das Jahr 1750 hatte sich die Tastenanzahl auf 4 ½ bis 4 ⅔ Oktaven erhöht. Um 1750 beginnt sich die Tastenanzahl von besaiteten Tasteninstrumenten und von Orgeln zu splitten: Während die Umfänge bei besaiteten Tasteninstrumenten weiter wachsen, stagniert die Tastenanzahl bzw. der Manualumfang bei der Orgel bei besagten 4 ½ bis 4 ⅔ Oktaven.
- Besaitete Tasteninstrumente (Clavichorde, Kielinstrumente, Pianofort) der Mozartzeit, bis um das Jahr 1800, besitzen 61 Tasten (5 Oktaven) Tonumfang.
- Nach 1800 findet auf Anforderung der Pianisten und Komponisten eine rasche Erweiterung der Tastenanzahl statt, wobei hier zum Teil regionale Beschleunigungen und Verzögerungen auftreten: 5 ½, 6, 6 ½, 7 Oktaven, schließlich im letzten Viertel des 19. Jahrhunderts auf 7 ⅓ Oktaven Umfang, wobei dann beinahe das gesamte Spektrum von in der Tonhöhe vom Gehör differenziert wahrnehmbaren Tönen abgedeckt wird.

Heute umfasst die Klaviatur bei
- Klavieren und Digitalpianos in der Regel 88 Tasten (7 ⅓ Oktaven von A2 bis c5);
- manchen großen Konzert-Flügeln bis zu 97 Tasten (8 Oktaven von C2 bis c5); hierbei sind die „Zusatztasten“ der Subkontraoktave (C2 bis Gis2) häufig andersfarbig ausgeführt
- Einsteiger-Digitalpianos, semi-professionellen Keyboards oder Synthesizern meistens 76 Tasten (6 ⅓ Oktaven), selten 73 (6 Oktaven);
- Keyboards für Hobby-Musiker („Standard-Size Keyboard“), vielen MIDI-Keyboards und einigen E-Pianos 61 Tasten (5 Oktaven);
- manchen Spezial-Synthesizern (z. B. Bass-Synthesizern) und Keyboards (für Kinder) 49 Tasten oder weniger (bis 25).

Bei Orgeln schwankt die Anzahl der Tasten in den Manualen sehr stark. Bestrebungen der Normierung beziehen sich in der Regel nur auf die geometrischen Maße. Bei Neubauten beträgt die Anzahl der Tasten in den Manualen 56 (C bis g3), 58 (C bis a3) oder 61 Tasten (C bis c4). Da sind 4 ½ bis 5 Oktaven, chromatisch ab C.

#### Ergonomische Varianten

##### Teilung

Pianoteilung (Maße)

Unter Teilung versteht man die Aufteilung der Oktavbreite auf die entsprechenden Tasten. Bei der Pianoteilung ist jede Taste gleich breit, und die schwarzen Tasten liegen nicht alle mittig. Bei der Riegerteilung werden die Hintertasten von F, G und A breiter gefertigt.

##### Strahlenklaviatur
Die Strahlenklaviatur war ein Versuch, die Ergonomie des Klaviers weiter zu erhöhen. Zwar bildet die vordere Kante eine gerade Linie, doch die Tasten laufen schräg auf den Spieler zu und treffen sich in einem imaginären Schnittpunkt hinter dem Spieler. Instrumente mit Strahlenklaviatur sind selten. Zur Vermarktung gründete Ibach eigens eine „Strahlenklaviatur G.m.b.H. in Barmen“. Dies ist auch dem Memorial des Großherzogtums Luxemburg Nr. 32 vom 12. Juni 1909 zu entnehmen. Die Strahlenklaviatur ist dort als Patent Nr. 7933 vom 18. Mai 1909 angegeben. Ähnliche Anordnungen haben für Pedalklaviaturen bei Orgeln Verbreitung gefunden und werden als Radialpedal neben dem traditionellen Parallelpedal heute häufiger gebaut.

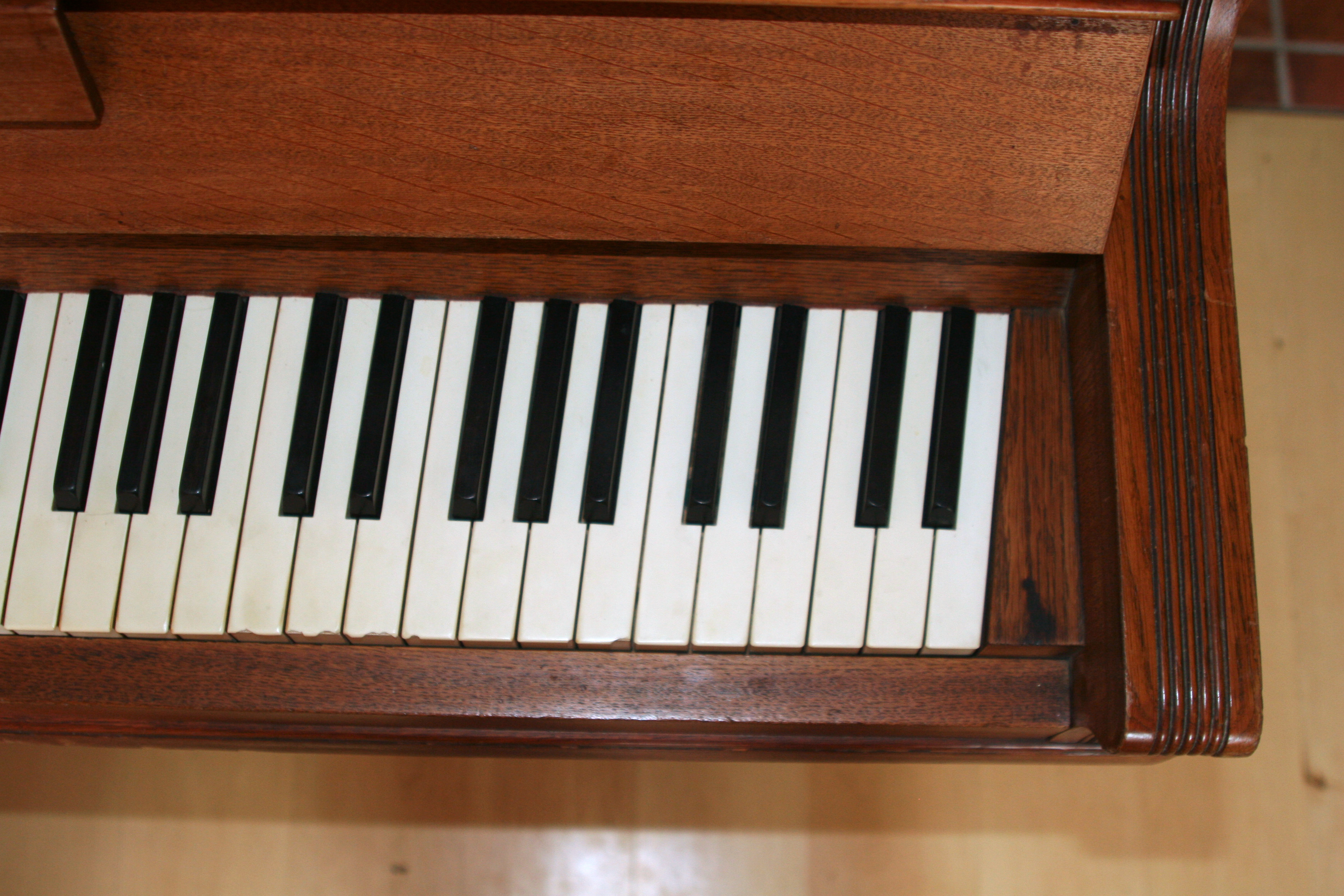
Strahlenklaviatur (Ausschnitt)
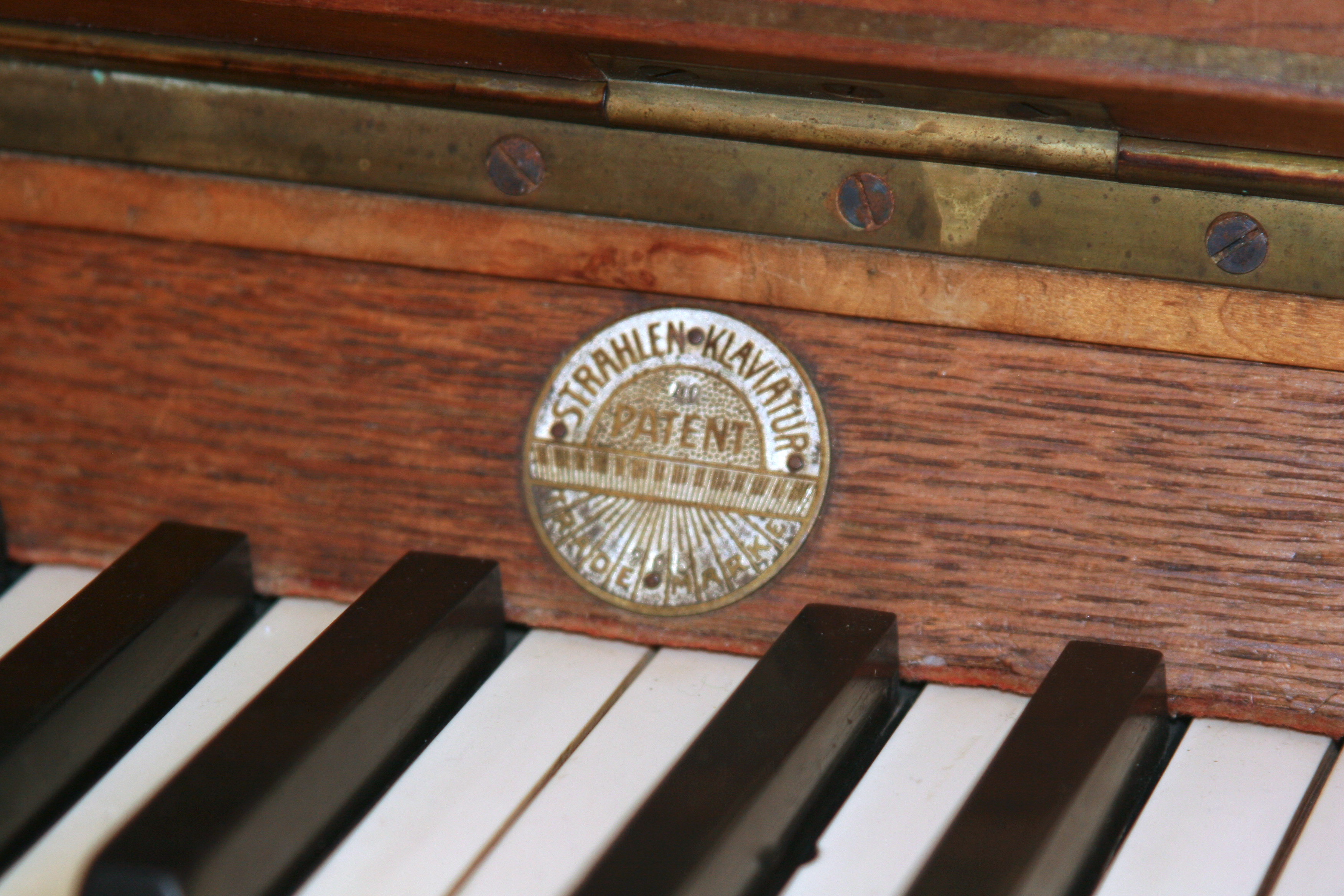
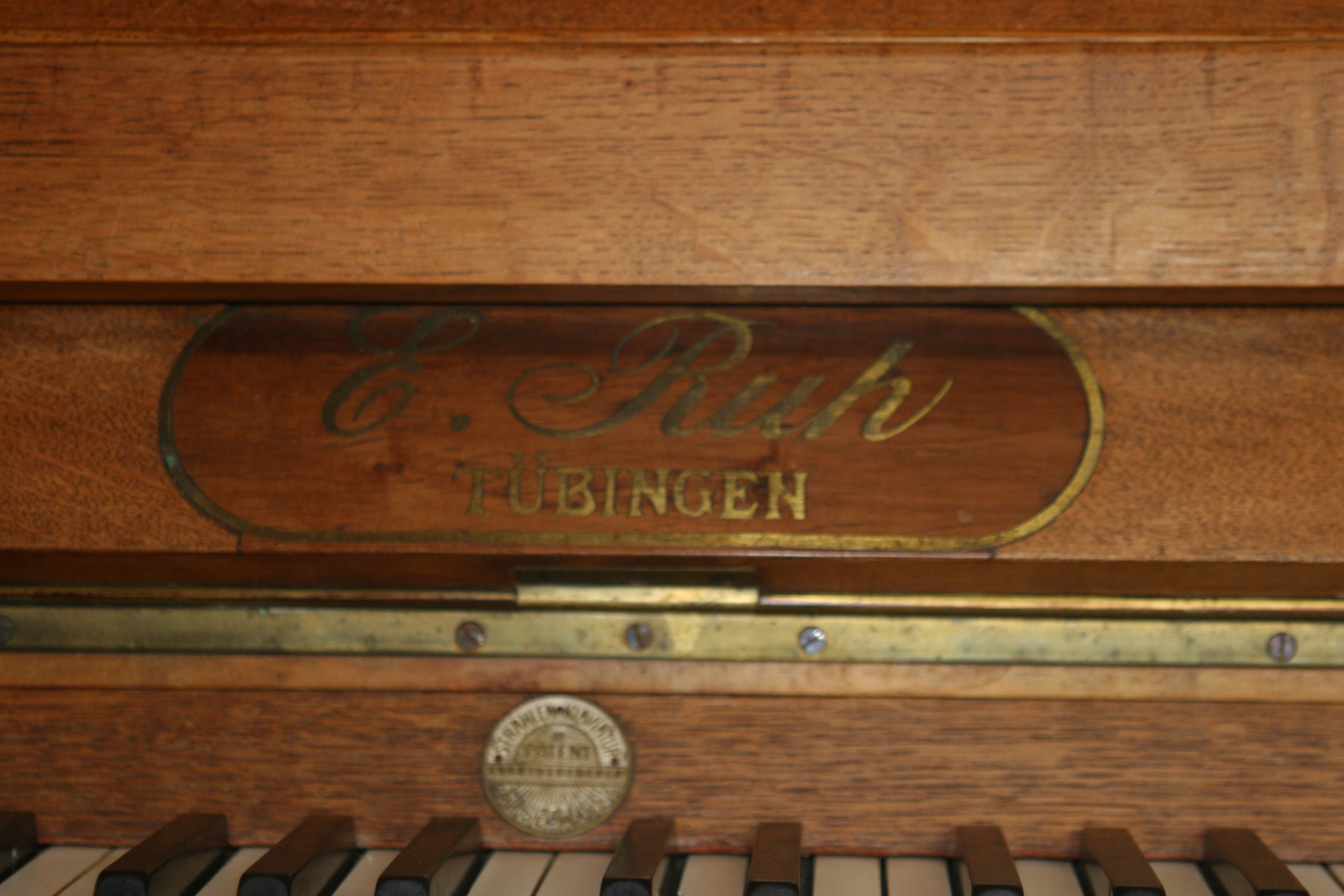

##### Goldhammer-Klaviatur
Die „Goldhammer-Klaviatur“ geht zurück auf einen Reformversuch von Otto Goldhammer, Mitarbeiter des Instituts für Musikwissenschaft in Leipzig. Bei ihr sind die Obertasten vorne abgerundet, und deren Kanten verlaufen senkrecht, verbreitern sich also nicht nach unten, wodurch die vorderen Spielflächen der weißen Tasten etwas geräumiger werden. Die weißen Tasten der Halbtonlücken H–C und E–F sind angefast, so dass kein breiterer Finger mehr steckenbleiben kann. Außerdem konstruierte Goldhammer verschieden große Klaviaturen für ein und denselben Flügel, so dass man sie für Kinderhände auswechseln konnte. Die Goldhammer-Klaviatur konnte sich allerdings nicht durchsetzen.

##### DS Standard
Einen ähnlichen Ansatz wie Otto Goldhammer verfolgt auch der US-amerikanische Klavierbauer Steinbuhler & Company, mittlerweile umgewandelt in die Non-Profit-Organisation DS Standard Foundation. Steinbuhler stellt Klaviaturen in mittlerweile sieben standardisierten Breiten her: DS6.5, DS6.0, DS5.5, DS5.1, DS 4.7, DS4.3 und DS4.0. Die Zahlenangaben beziehen sich auf die Breite einer Oktave in Inch, wobei DS6.5 (ca. 16,5 cm) die konventionelle Oktavenbreite moderner Klaviere darstellt. Die vier kleinsten Größen mit Oktavenbreiten zwischen 10,2 und knapp 13 cm sind speziell für Kinder gefertigt. Die Tasten sind nicht anders geformt oder flacher als gewöhnliche Klaviertasten, sondern nur schmaler als diese. DS-Standard-Klaviaturen sind entweder mit kompletter Mechanik als austauschbares Modul für Flügel oder fest installiert in neugebauten Pianinos des Herstellers Hailun erhältlich. Austauschbare Klaviaturen für bestehende Pianinos sind jedoch aus technischen Gründen nicht möglich. Der DS Standard ist bislang noch relativ unbekannt, findet aber durch Organisationen wie Pianists for alternatively sized keyboards, kurz PASKpiano, zunehmende Verbreitung.

### Chromatische Klaviatur
Die chromatische Klaviatur (von gr. chroma Farbe) ist eine Klaviatur, auf der alle zwölf Halbtonstufen der Oktave gleichberechtigt sein sollen. Auf der chromatischen Klaviatur folgen die Ober- und Untertasten (mit selbständigen Bezeichnungen) gleichmäßig aufeinander. Heinrich Josef Vincent (1819–1901) propagierte in seiner Broschüre „Die Neuklaviatur“ von 1875 radikal die chromatische Anlage der Tastatur (das C fiel danach auf eine Obertaste) und wies darauf hin, dass Bernhardt Schumann, ein Arzt in Rhinow bei Rathenow in der Mark Brandenburg, schon 15 Jahre zuvor die Idee einer Neuklaviatur aufgebracht habe. Die chromatische Klaviatur konnte sich damals nicht durchsetzen, Anfang 2007 wurde jedoch ein MIDI-Controller namens AXiS vorgestellt, der die chromatische Klaviatur besitzt. Instrumente mit der chromatischen Klaviatur gehören zu den 6-plus-6-Instrumenten.

### Jankó-Klaviatur

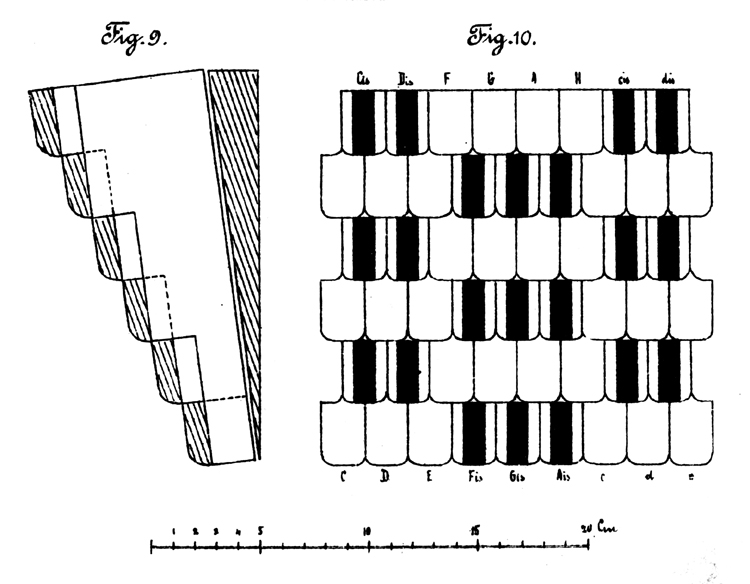
Schema der Jankó-Klaviatur

Der Ungar Paul von Jankó (1856–1919) erfand 1882 eine Klaviatur, bei der die zwölf Tasten einer Oktave in stetem Wechsel als Ober- und Untertasten angeordnet sind. Jede Taste hat dabei drei Angriffsstellen, so dass die Klaviatur sich äußerlich als eine Terrasse von sechs Tastenreihen darstellt. Ihre Vorzüge sind eine geringere Spannweite der Oktave, was sehr weite Akkordgriffe und neue Figurationen ermöglicht, einfacherer Einbezug des Daumens ins Spiel sowie chromatische Glissando-Effekte.

### Klaviaturen mit runden Tasten

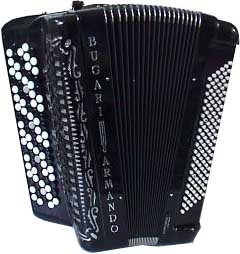
Chromatisches Knopfakkordeon

Klaviaturen mit runden Tasten sind weltweit verbreitet. Diese runden Tasten werden meist „Knöpfe“ genannt, die Klaviaturen daher „Knopftastaturen“, seltener „Knopfklaviaturen“. Sie finden sich bei vielen Typen von Akkordeons und Konzertinas.
Ein wesentlicher Vorteil dieser Tastenform ist die Platzersparnis: Im Vergleich zum üblichen Klavier werden mehr Tasten auf gleicher Fläche untergebracht. Das hat ergonomische Vorteile – beispielsweise bei Oktavgriffen – und ermöglicht kleinere Instrumente. Es gibt auch Orgelpedalklaviaturen, die nach diesem Prinzip angelegt sind.
Zur Belegung der einzelnen Tasten bestehen viele verschiedene Systeme.
|  |  |  |

### Schlüsselfidel-Klaviaturen
Eine eigene Gruppe von Klaviaturen, meist Tastatur genannt, haben die verschiedenen Formen von Schlüsselfideln.
Sie haben einen eigenständigen Klaviaturaufbau. Die Hand greift die Tasten „von unten“ mit nach oben zeigender Handfläche. Die Tastenreihen sind in Halbtonschritten angeordnet mit mehreren Reihen übereinander im Quintabstand oder Quartabstand. Bei einfachen Instrumenten kommen auch diatonische Tastaturen vor.
|  |  |

### Klaviatur der Drehleier

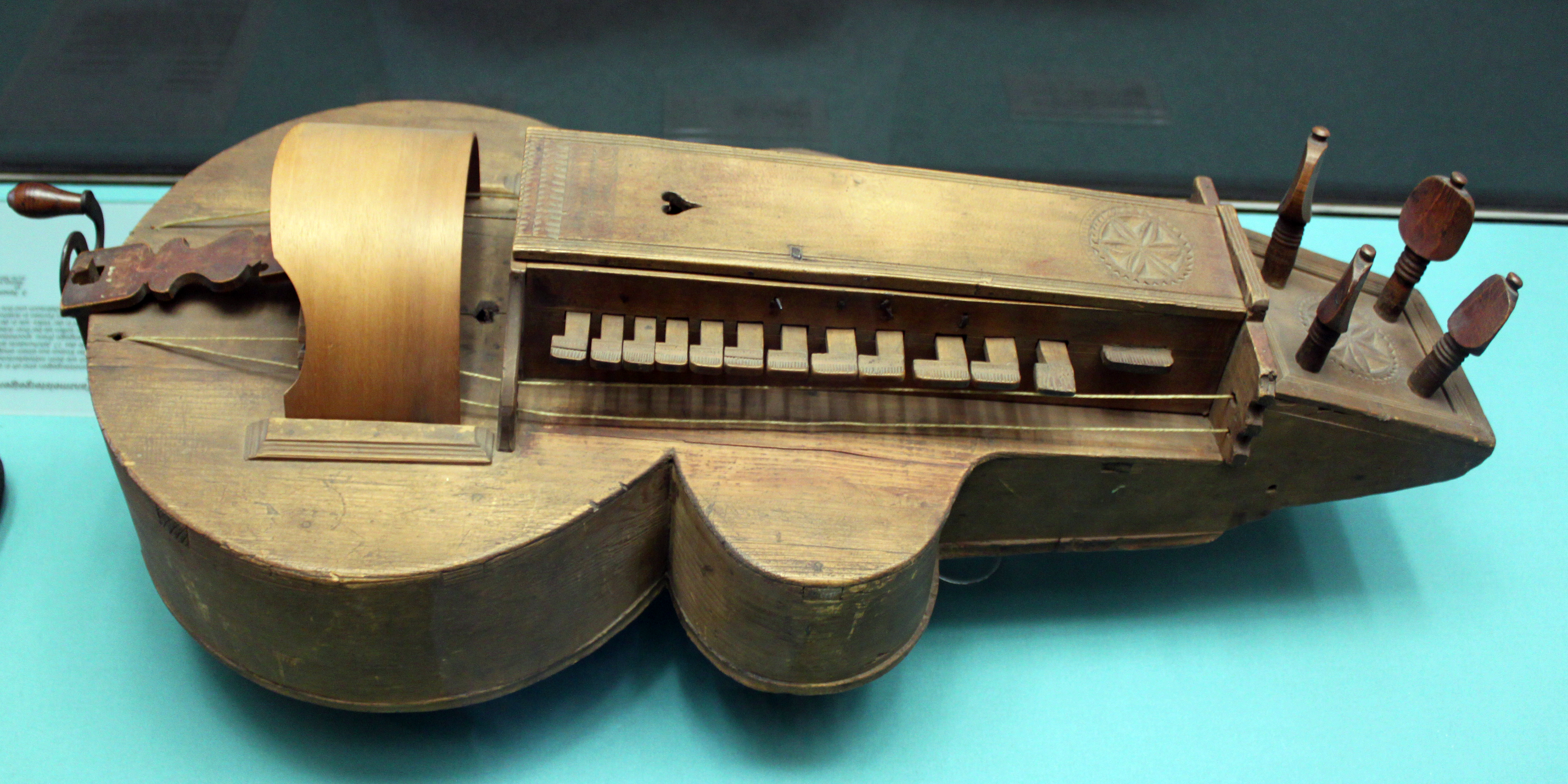
Drehleier um 1700 (Germanisches Nationalmuseum Nürnberg)

Ähnlich wie bei der Schlüsselfidel werden die Melodie-Saiten einer Drehleier mit einer Klaviatur verkürzt, die meist Tastatur genannt wird. Der Aufbau ähnelt dem der Klaviere, jedoch sind die sieben Stammtöne hinter den fünf chromatischen Tönen angeordnet. Die chromatischen Töne werden also durch Einrollen der Finger erreicht.
Drehleiertastaturen haben einen Tonumfang von einer None bis zu zwei Oktaven, gelegentlich auch zweieinhalb bis (sehr selten) drei Oktaven. Speziell Instrumente für historische Aufführungspraxis sind gelegentlich diatonisch, also nur mit einer Tastenreihe mit den Stammtönen ausgestattet, oder es fehlen einzelne der chromatischen Töne der zweiten Reihe.
Ein Standard, der bei französischer Bauweise seit dem 18. Jahrhundert verbreitet ist, hat 23 Tasten, mit einer Stammtonreihe von g1 bis g3, wobei das f3 fehlt. Bei Stücken, die ein f3 verlangen, wird das fis3 umgestimmt nach f3.
Es ist üblich, Drehleiern zu transponieren, indem sie anders besaitet werden. Damit klingen in der diatonischen Siebentonreihe dann nicht mehr die Stammtöne, sondern zum Beispiel die Töne von G-Dur mit einem Tonumfang von d2 bis d4.

## Farbgebung, Material und Pflege von Klaviaturen

### Farbgebung
Üblicherweise sind heute bei einer Klavier-Klaviatur (z. B. bei Flügeln und Klavieren) die Untertasten (C, D, E, F, G, A, H) in einem hellen, die Obertasten (Cis/Des, Dis/Es, Fis/Ges, Gis/As, Ais/B) in einem dunklen Farbton gestaltet. Früher war daneben aber auch die Variante mit dunklen Unter- und hellen Obertasten gebräuchlich.

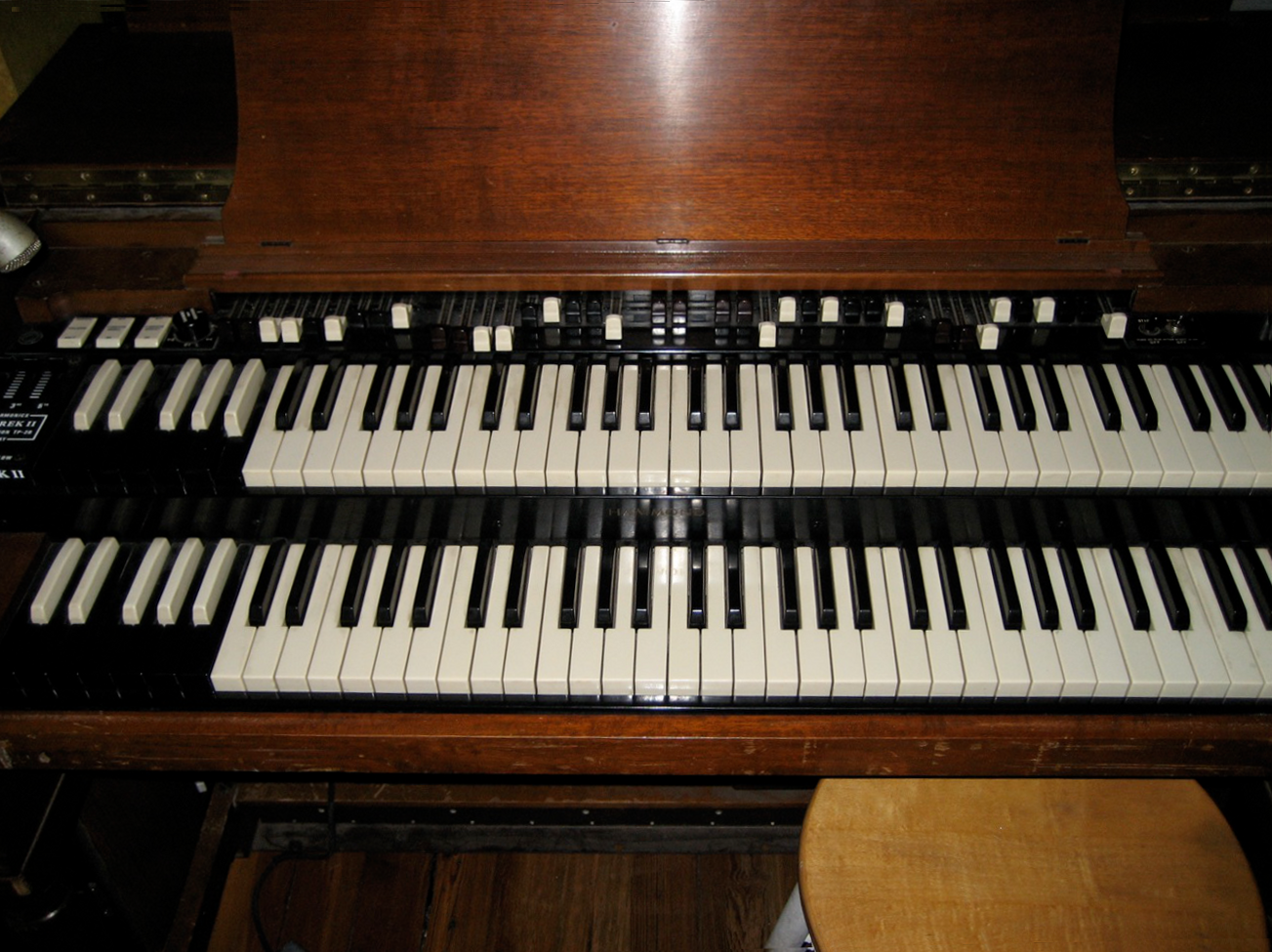
Hammond-Orgel mit invertierter Farbgebung in verschiedenen Tastaturbereichen
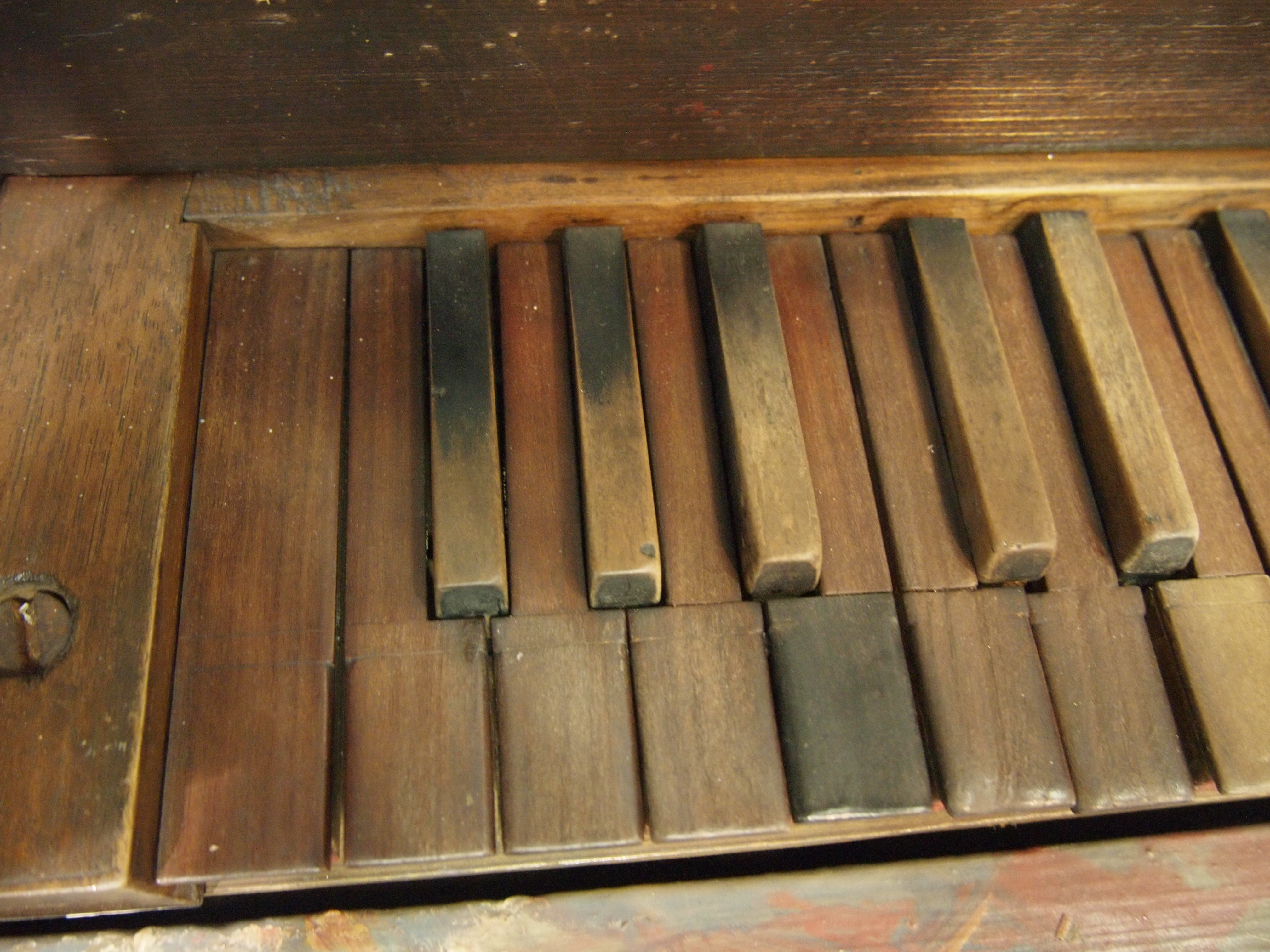
Hausorgel dat. 1790
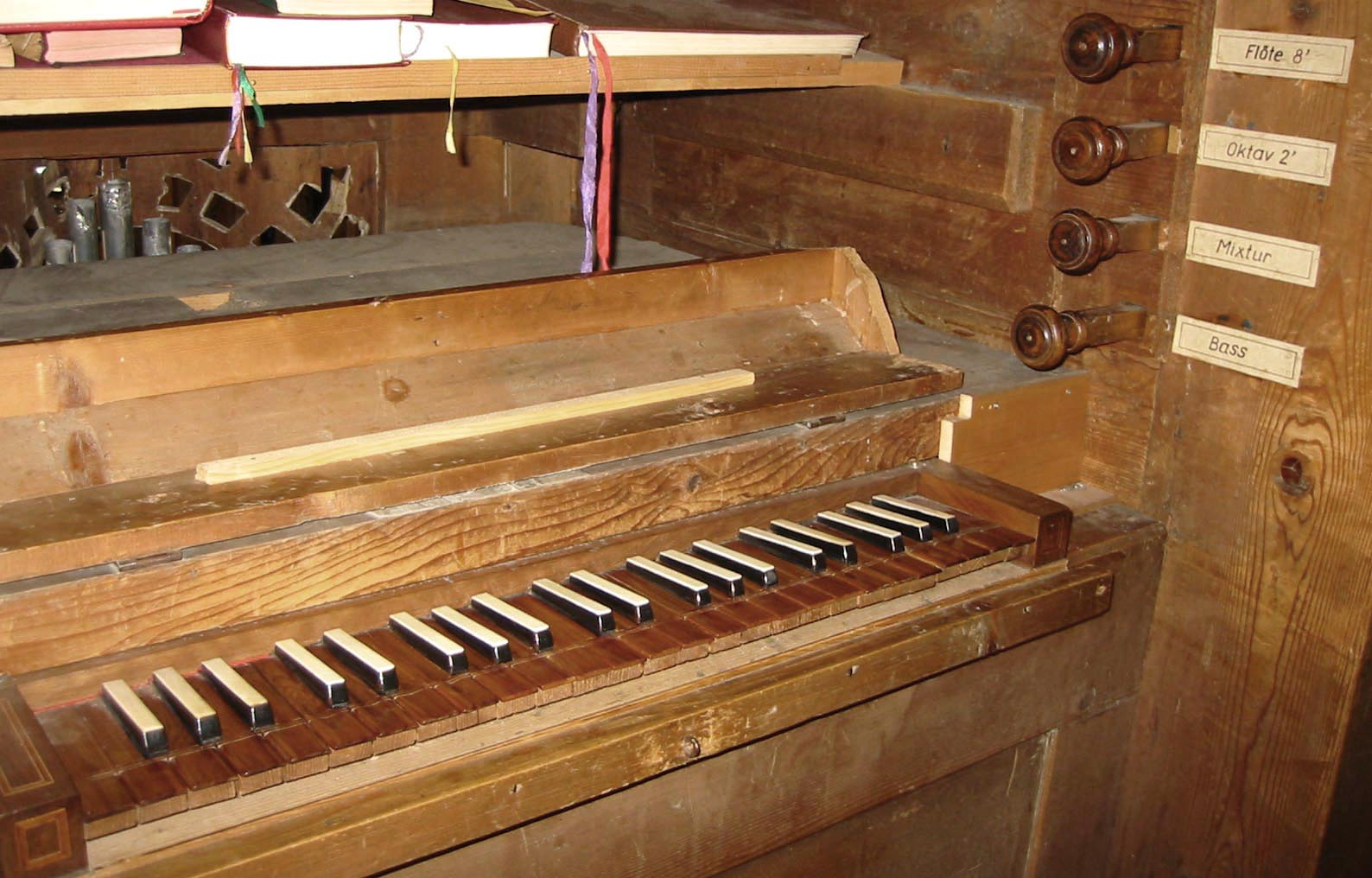
Klaviatur der Orgel in Boden

### Material

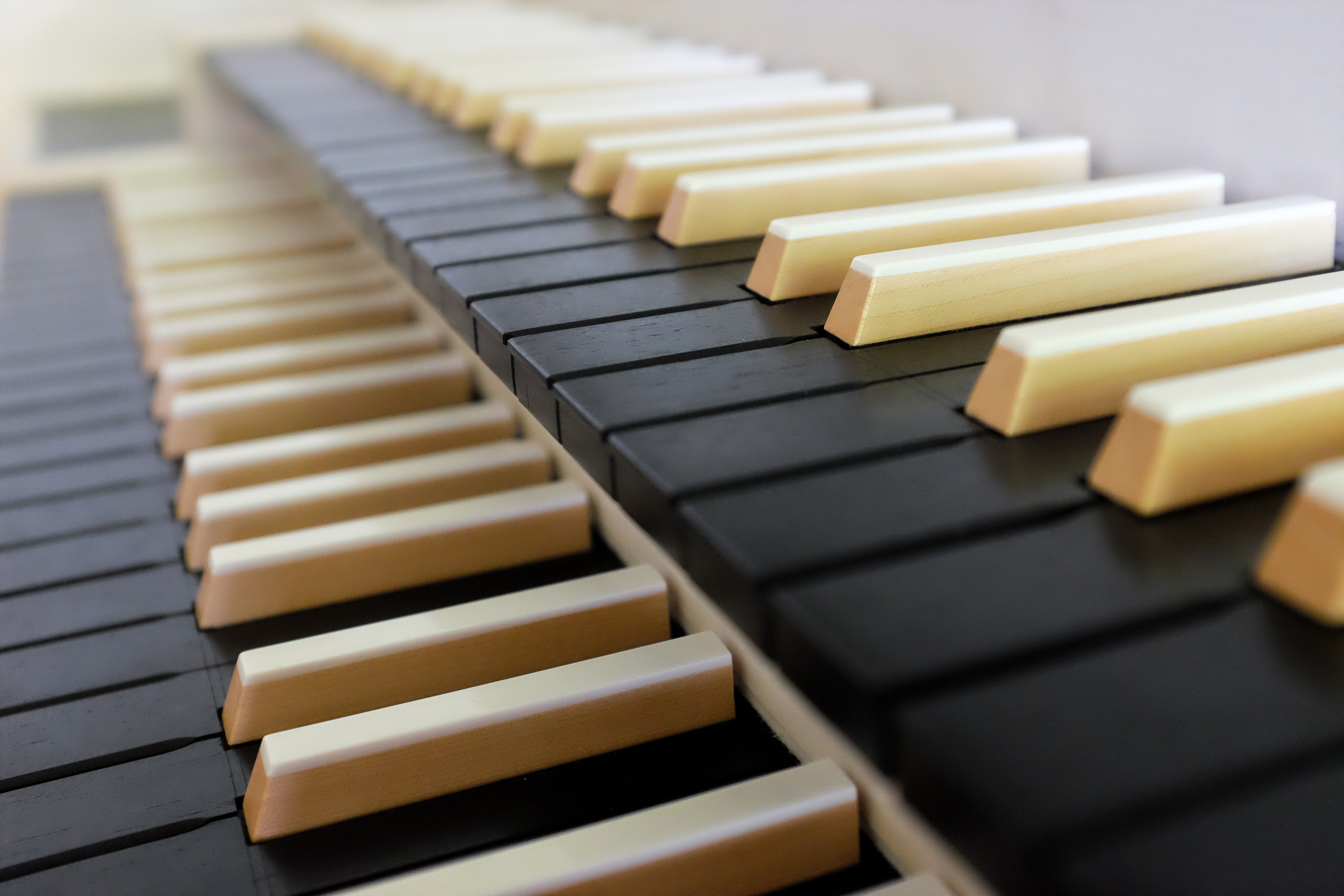
Orgelklaviatur mit Mammutelfenbein, Ebenholz und Ahorn

Das Material der Taste muss möglichst formstabil sein, um bei klimatischen Schwankungen ein Klemmen der Tasten zu verhindern. Das Material der Ober- und Untertastenbeläge sollte eine hohe Resistenz gegen Handschweiß sowie eine hohe Abriebfestigkeit besitzen und sich einfach reinigen lassen. Die Tasten einer Klaviatur werden bei mechanischen Instrumenten meist aus feinjähriger Fichte mit liegenden Jahren gefertigt. Als Belag für die Untertasten werden Kunststoffe, Knochen, Mammut-Elfenbein sowie alle Arten von Hölzern eingesetzt. Die Verwendung von (Elefanten-)Elfenbein ist aus Gründen des Artenschutzes heutzutage in den meisten Ländern verboten. Als Obertastenbelag werden Kunststoff, Ebenholz, Grenadill oder auch andere Hölzer eingesetzt. Bei Knopftasten werden neben den erwähnten Materialien auch Perlmutt und Schildpatt verarbeitet.
Bei Klavieren und Flügeln verwendete man früher Elfenbein (weißlicher Farbton) für die Untertastenbeläge und Ebenholz (schwarzer Farbton) für die Obertastenbeläge. Bei den meisten Cembali und einigen Orgeln sind hingegen die Untertastenbeläge dunkel und die Obertastenbeläge hell gestaltet. Hier wird die Farbe häufig durch die Wahl des Holzes bestimmt, aus dem die Tastenbeläge gefertigt sind. Bei elektronischen Tasteninstrumenten sind Taste und Tastenbelag als ein homogenes Bauteil aus Kunststoff gefertigt.

### Pflege und vorbeugende Maßnahmen
Starke klimatische Schwankungen sollen bei Musikinstrumenten aus Holz grundsätzlich vermieden werden. Bei Tastaturen können diese zum Ablösen des Tastaturbelages von der Taste und bei zu schneller Austrocknung zur Bildung von Rissen führen. Eine Elfenbeintastatur sollte nach dem Spiel die von den Fingern aufgenommene Feuchtigkeit wieder abgeben können. Unter einem geschlossenen Klavierdeckel geschieht dieses nur unzureichend, daher sollte der Deckel geöffnet bleiben, ungefähr so lange, wie man gespielt hat. Zum Staubschutz kann derweil ein Klavierläufer aufgelegt werden, der die Feuchtigkeit passieren lässt, Staub aber abhält. Mit der Einführung alternativer Tastaturbeläge wurde der Klavierläufer überflüssig.

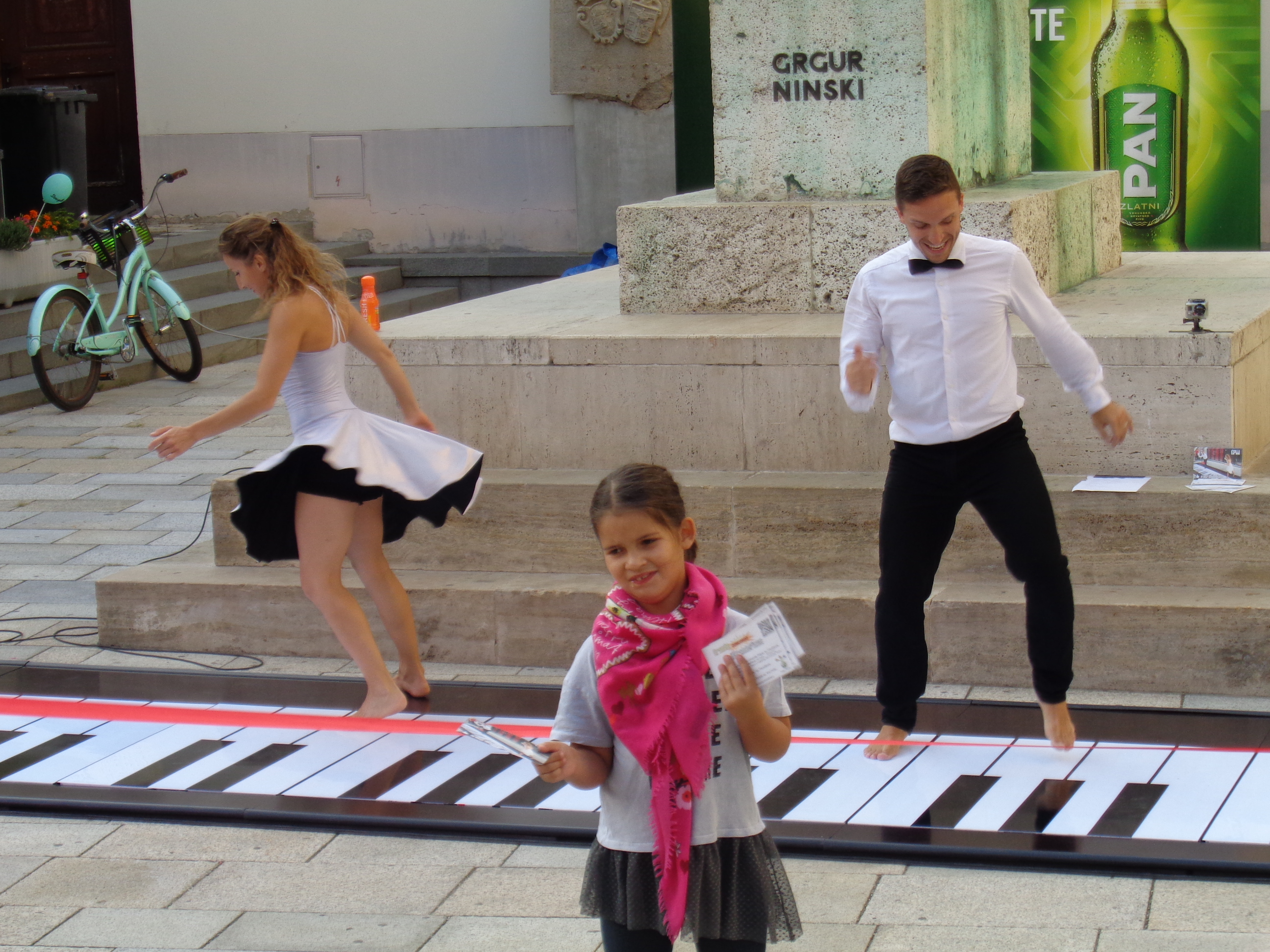
Elektronische Straßen-Riesenklaviatur

## Besonderheiten bei Digitalpianos und Keyboards
Manche Klaviaturen von hochwertigen Digitalpianos und Masterkeyboards verfügen über eine gewichtete Hammermechanik (-Simulation). Dadurch nähert man sich dem authentischen Spielgefühl eines Flügels, zum Beispiel bei der Ausführung von Repetitionen. Um das Spielgefühl eines Flügels möglichst gut zu imitieren, kann die Gewichtung gestuft sein – in den höheren Oktaven leichter als in den tiefen, wie es sich auch auf einem akustischen Flügel durch den unterschiedlichen Energiebedarf der anzuregenden Saiten ergibt (graduierte Gewichtung). Ältere Einsteiger-Digitalpianos (vor Baujahr 2003) arbeiten nur mit Gewichten und Federn. Keyboards und preiswertere Synthesizer verfügen in der Regel nur über eine gefederte Tastatur, dafür kann die Sensorik aber auch Aftertouch enthalten, um z. B. das nachträgliche Anschwellen eines Blasinstrumententons zu steuern.
Da digitale Tasteninstrumente oft benutzt werden, um das Spielen auf einem traditionellen Instrument nachzuempfinden, unterscheidet sich nicht nur das Anschlagverhalten verschiedener Klaviaturen digitaler Instrumente, sondern auch die Bauform – eine Waterfall-Tastatur wie bei der Hammondorgel beispielsweise mit ihrer vorn leicht abgerundeten Kante statt der klaviertypisch vorstehenden Zunge wird für Jazz und Rock gern verwendet.
Keyboards ohne eigene Tonerzeugung nennt man Masterkeyboards. Diese bestehen nur aus einer Klaviatur und einem MIDI-Controller, über den ein externer Synthesizer, ein Computer mit Software-Instrumenten oder Ähnliches angesteuert werden kann. Ihre Klaviatur soll üblicherweise universell nutzbar, also für verschiedene Spielweisen geeignet sein, stellt aber immer einen Kompromiss dar. Häufig finden sie auch in Diskotheken und ähnlichen Veranstaltungsorten für die Steuerung von Lichtanlagen Verwendung.
Auch Keyboards kennen Sonderformen, wie das Continuum Fingerboard, das eine stufenlose Kontrolle mehrerer Parameter (beispielsweise Tonhöhe, Tonstärke und Klangfarbe) ermöglicht. Manche stellen Portamento zur Verfügung.

## Stumme Klaviatur
Als Sonderform gibt es sogenannte stumme Klaviaturen, denen die Tonerzeugung fehlt. Sie dienen ausschließlich zu Übungszwecken.